# Važa Lortkipanidze
Važa Lortkipanidze (gruzínsky: ვაჟა ლორთქიფანიძე, *29. listopadu 1949 v Tbilisi) je gruzínský vědec, politik a diplomat. Od roku 1998 do 2000 zastával funkci Státního ministra. Před tím působil jako dlouholetý velvyslanec Gruzie v Rusku.

## Biografie

### Kariéra v komunistických strukturách
Lortkipanidze studoval na Tbiliské státní univerzitě a v roce 1973 získal diplom z oboru matematika. Dále studoval fyziku, historii a politologii v Moskvě na tamní akademii věd, kde získal doktorát. Po návratu ze studií vstoupil do KSSS a začal svoji politickou kariéru.
Během let 1983 až 1988 byl členem stranické rady v Mtacmindě (od roku 1986 byl jejím prvním tajemníkem). Dále působil do roku 1986 jako první tajemník ústředního výboru gruzínského Komsomolu. Nakonec se v roce 1988 stal tajemníkem Ústředního výboru gruzínské komunistické strany a v roce 1989 povýšil na místopředsedu Rady ministrů Gruzínské SSR.

### Kariéra v nezávislé Gruzii
Po osamostatnění Gruzie od SSSR počátkem 90. let a před pádem vlády prezidenta Gamsachurdii pracoval jako náměstek ministra zdravotnictví a jako poradce v resortu školství a vědy v rámci Státní rady. Tyto posty ovšem brzy opustil a vrátil se po letech k vědě, když našel místo ve Výzkumném ústavu v Tbilisi.
Po Gamsachurdiově pádu v roce 1992 si ho ale zvolil nový vládce Gruzie Eduard Ševardnadze jako ředitele své prezidentské kanceláře, kde působil až do 17. ledna 1995. Od té doby působil v Moskvě jako gruzínský velvyslanec, až do roku 1998. V této pozici působil jako hlavní vyjednavač ohledně vyjednávání o statutu Abcházie s Ruskem i díky jeho vřelým vztahům s vysoce postavenými ruskými vládními činiteli, avšak ocital se na domácí scéně pod palbou kritiky opozice za jeho přílišnou proruskou orientaci.

### Gruzínským premiérem
Nakonec se stal na období od 7. srpna 1998 do 11. května 2000 Státním ministrem po rezignaci Nikoloze Lekišviliho, který podlehl tlaku kritiky kvůli špatné hospodářské situaci Gruzie. V roce 1999 byl zvolen do parlamentu za stranu Svaz občanů Gruzie. V roce 2000 ale z vlády odešel a v roce 2001 odešel po rozkolu ve straně i ze Svazu občanů Gruzie a v listopadu 2002 vstoupil do jiné strany s názvem Nová Abchazeti a křesťanští demokraté. Přesto zůstal spojencem Eduarda Ševardnadzeho.
V roce 2002 se stal předsedou strany Křesťanská demokratická unie Gruzie a v letech 2003 až 2004 se účastnil kampaně prezidentských voleb, ale nakonec vůbec nekandidoval. Místo toho působil jako ředitel Ševardnadzeovy prezidentské kampaně. Avšak po Revoluci růží svou politickou kariéru ukončil.

## Osobní život
V současnosti působí mimo politiku a přednáší minimálně od roku 2010 na Tbiliské státní univerzitě. Je ženatý s Irine Chomerikijovou (od roku 1983), s níž má dvě dcery: Nino (*1984) a Anu (*1993).